# Maria de Dominici
Pour les articles homonymes, voir Dominici.
Maria de Dominici, née à Vittoriosa, à Malte, le 6 décembre 1645  et morte à Rome le 18 mars 1703, est une artiste peintre et sculptrice maltaise, et une religieuse carmélite tertiaire. 

## Biographie
Née dans une famille d'artistes vivant dans la ville de Birgu (Vittoriosa) , c'est la fille d'un orfèvre, qui travaillait pour les Hospitaliers de l'ordre de Saint-Jean de Jérusalem. Deux de ses frères, Raimondo et Francesco, sont peintres. Bernardo, fils de Raimondo, écrit un livre d'histoire de l'art de son époque, contenant des références à sa tante.
Pendant son adolescence, Maria de Dominici  étudie avec l'artiste peintre et sculpteur Mattia Preti, qui peint et sculpta l'intérieur de la co-cathédrale Saint-Jean de La Valette. Elle contribue sûrement à son œuvre la plus célèbre, une série de peintures représentant la vie et le martyre de Saint Jean le Baptiste (1661–1666), qui décore les voûtes de la co-cathédrale.
D'après ses deux testaments, elle semble forte d'esprit et polyvalente. Malta Illustrata (1772) de Giovannantonio Ciantar dresse le portrait d'une personne qui savait ce qu'elle voulait faire de sa vie dès son plus jeune âge :

« [Maria montra une] répugnance à appliquer ses énergies aux tâches féminines et a donc souvent été réprimandée par ses parents... Elle ne ferait rien d'autre que dessiner des personnages et d'autres choses selon son caprice et ses talents naturels. Enfin, ses parents, la voyant si encline et disposée à la peinture, ont fourni un maître d'art pour lui enseigner la conception. »

En tant que carmélite et religieuse tertiaire, elle est libre de vivre hors du couvent et s'affranchit des liens familiaux. 
Sous la tutelle de Preti, il semble qu'elle étudiait bien et rapidement. Giovannantonio Ciantar observe que « sous sa direction [de Preti], elle a bien travaillé et comme il peignait le plafond de l'église de Saint-Jean, il lui a permis de peindre quelques-unes des figures féminines ; ce faisant, elle a réussi presque plus heureusement que le maître ».
Le récit de Giuseppe Maria de Piro dans Squarci di Storia (1839) le confirme : « [Elle] a remplacé tout autre de ses élèves, à tel point que le célèbre maître l'a choisie pour collaborer avec lui à la peinture de la grande voûte de l'église de Saint-Jean, dans laquelle les figures féminines ont été, dans une large mesure, exécutées par elle ».
En 1682, Maria de Dominici quitte Malte, probablement avec l'entourage du neveu de son maître et de son épouse Isabelle d'Avalos d'Aquino d'Aragona. Tous encouragent l'artiste à accomplir une carrière à l'étranger. Elle ouvre son atelier à Rome, où elle reçoit des commandes de peinture grâce à des lettres d'introduction de Mattia Preti A Rome, elle vit avec une compagne dans son atelier près de San Giovanni dei Fiorentini.

## Œuvre
Pendant son séjour à Malte, Maria de Dominici façonne des personnages de culte transportables, utilisés lors des fêtes religieuses locales et des processions de rue. Plusieurs œuvres lui sont attribuées, mais certaines sont inaccessibles. Parmi ses œuvres accessibles se trouvent la Visitation, dans l'église paroissiale de Żebbuġ ; Beato Franco dans l'église des Carmélites de La Valette et l'Annonciation au musée de la cathédrale de La Valette.

## Hommage
Elle figure dans le Dictionary of Women Artists en deux volumes, édité par Delia Gaze.
En 2010, un cratère de Mercure est nommé en son honneur : Dominici.
Le Dictionnaires des artistes femmes sert de répertoire pour nommer certains cratères de Mercure. C'est ainsi qu'après le deuxième survol de la sonde MESSENGER, le cratère désigné comme « D » prend le nom de Dominici. Comme le remarque Susanna Hoe dans son introduction à Malte : les femmes, l'histoire, les livres et les lieux :

« Que cette explication excite ou non, la pensée d'un cratère sur Mercure nommé d'après une artiste maltaise négligée est délicieuse, inspirante même, en particulier lorsque vous rencontrez le cratère de Maria sur Internet, une belle vue ! »